# Нагатинская пойма
Нага́тинская по́йма (бывш. Парк имени 60-летия Октября) — полуостров в Южном округе Москвы, образованный в 1968 году в результате устройства Нагатинского спрямления русла Москвы-реки. Название получил по бывшей деревне Нагатино, вошедшей в состав Москвы в 1960 году.
В начале 1960-х по центральной части полуострова был проложен проспект Андропова, разделивший Нагатинскую пойму на две половины — восточную и западную.
В семидесятые в восточной части Поймы планировалась общественная застройка спортивной и культурной тематики, однако проект не был осуществлён. Вместо этого, в 1977 году, накануне юбилея Октябрьской революции, там был основан «Парк имени 60-летия Октября». Парк создавался работниками ЗИЛа и жителями близлежащих районов.
В 2015—2020 годах в пойме был построен развлекательный парк «Остров мечты».

## Историческая местность
Границы современного Нагатинского затона включают территории бывших деревень Дьяковское, Коломенское, Нагатино, Новинки, Садовники, образовавшихся ещё в XIII—XIV веках. Пойма связана с деревнями Нагатино и Новинки, крестьяне которых здесь выращивали капусту и огурцы. Тут были расположены многочисленные гати, откуда одна из версий происхождения топонима — Нагатино.
Также Нагатинская пойма знаменита Кожуховскими учениями Петра Первого
До сооружения Перервинского гидроузла и подсыпки почвы в 1930-х годах территория Нагатинской поймы постоянно затоплялась паводками Москвы-реки и была сильно заболочена. В конце 1960-х годов в рамках Проекта обводнения Москвы Нагатинскую пойму реконструировали. Чтобы справиться с заболоченностью, подсыпали свыше 1 млн м³ грунта, выкопали спрямительный канал длиной 3,5 км. В результате образовался полуостров площадью свыше 150 га, разделённый Нагатинским метромостом, территория которого больше не затоплялась.

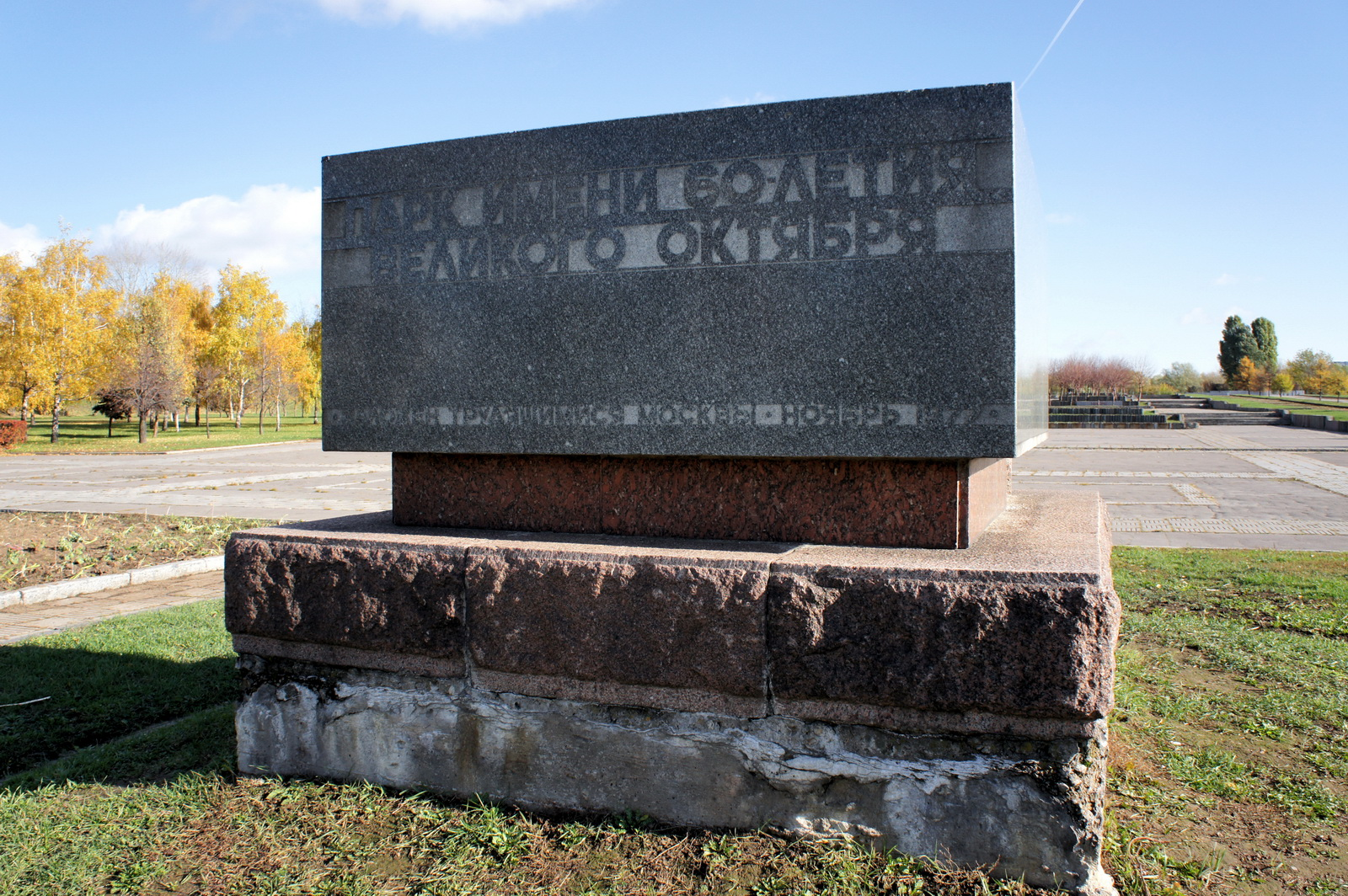
Закладной камень парка имени 60-летия Великого Октября (в настоящее время разрушен, сохранилась только верхняя часть с надписями, которая перемещена в другое место на территории парка)

В 1977 году в восточной части поймы был заложен парк имени 60-летия Великого Октября. Проект работы архитектора В. И. Иванова был реализован лишь частично, поэтому значительная территория осталась дикой.
В 1985 году в пойме построили Южный речной вокзал, ставший вторыми «речными воротами» Москвы после Северного речного вокзала. Здание вокзала, украшенное башней со шпилем, выполнено из железобетонных конструкций и стекла и вытянуто вдоль берега.

## XXI век

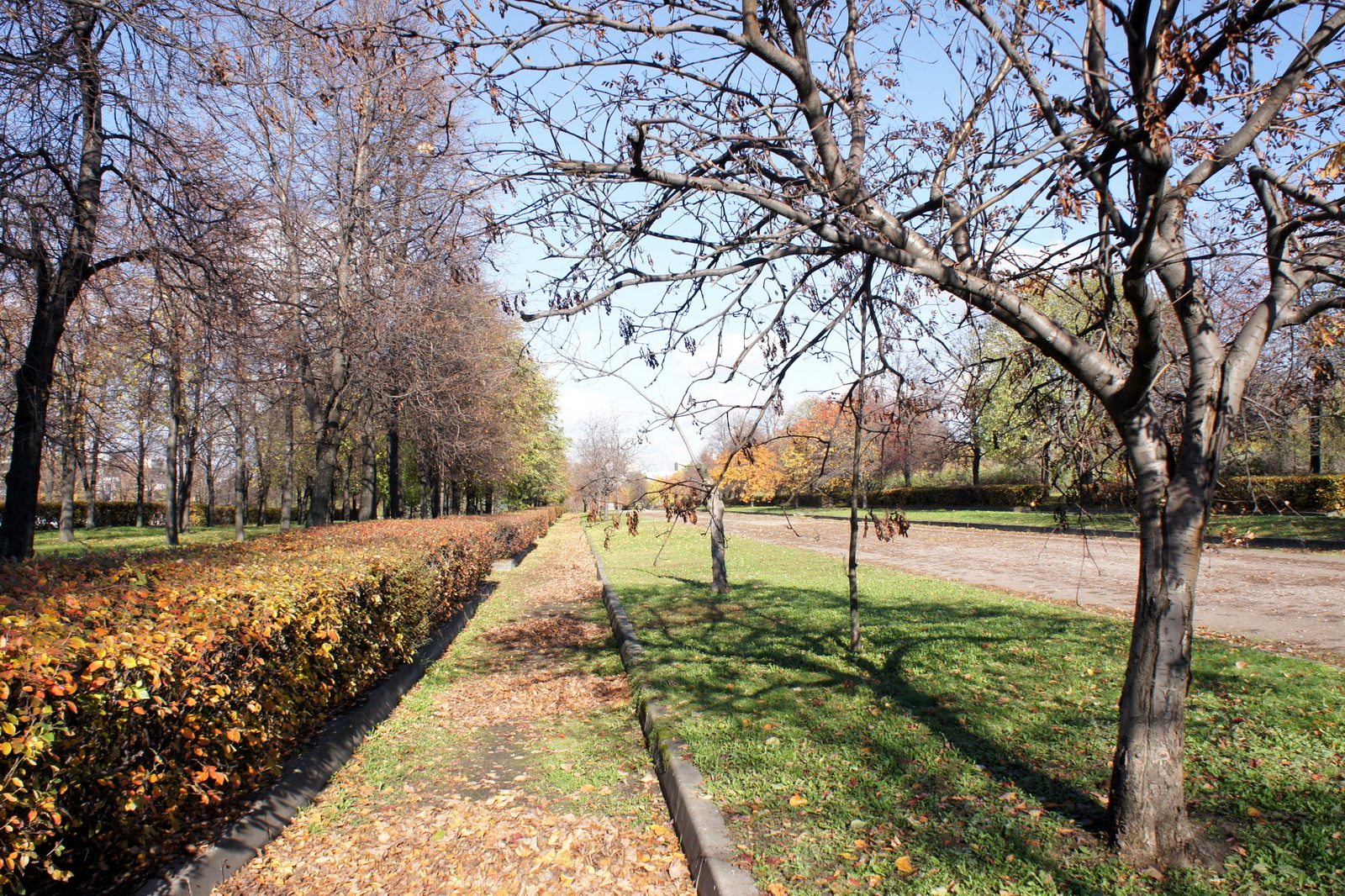
Парк в восточной части Нагатинской поймы, 2011

С 2004 года пойма имела статус «зоны охраняемого ландшафта», а частично — особо охраняемой природной зоны. Её территория находилась в ведении Мослесопарка, который совместно с местной префектурой и Москапстроем должен был благоустроить бывшие промзоны завода имени Лихачёва и части Нагатинской поймы.
С мая 2013 года парк был включён в состав Парка культуры и отдыха «Кузьминки», относящегося к Департаменту культуры города Москвы. В мэрии неоднократно заявляли о планах дальнейшей реконструкции парка с созданием пляжей и зон отдыха. Однако значительная часть поймы была в запустении.

## Застройка

### Нереализованные проекты
В 1997 году по распоряжению мэра столицы Юрия Лужкова 120 га в Нагатинской пойме было отдано под строительство комплекса казино и игорных заведений. Проект был заморожен из-за кризиса 1998-го. Позднее в пойме предлагали построить гоночную трассу «Формулы-1», публиковался многомиллиардный проект по строительству досугово-развлекательного центра с полями для гольфа, яхт-клубом, ипподромом, гостиницами.
В 2008 году мэрия рассматривала проект небоскрёба «Хрустальный остров» от архитектора Нормана Фостера, который он до того уже предлагал правительствам Астаны и многих городов Юго-Восточной Азии. Согласно планам, здание должно было иметь высоту 450 м и площадь внутренних помещений 2,5 млн м². Как и предыдущие, проект реализован не был.

### Восточная часть

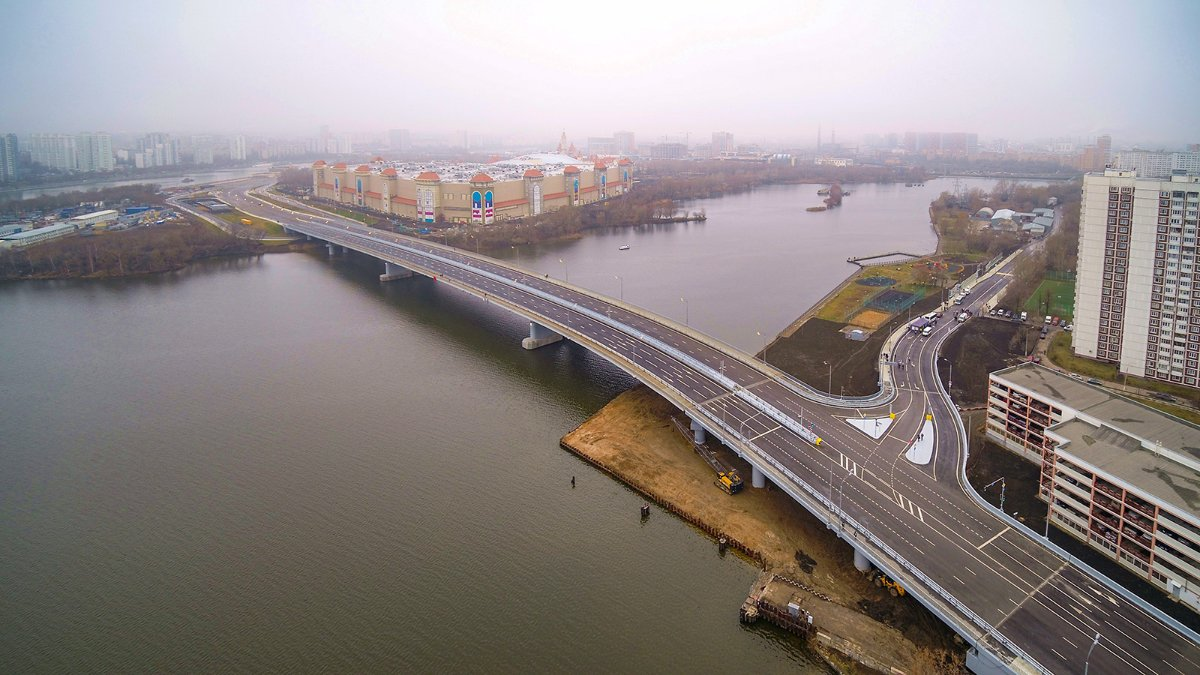
Кожуховский мост, на заднем плане «Остров мечты», 2019

#### Развлекательный парк
Ещё в 2011 году была озвучена идея создать на полуострове парк развлечений — самый большой «Диснейленд» в Европе. 31 марта 2014 года мэр Москвы Сергей Собянин объявил, что «через 5—7 лет здесь [в Нагатинской пойме] построят первый в России аналог „Диснейленда“»
. Предполагалось, что в парке аттракционов основными персонажами тематических зон станут популярные персонажи студии «Союзмультфильм». В голосовании на портале «Активный гражданин» из почти 300 тысяч опрошенных москвичей 92 % поддержали проект.
К началу 2020 года в пойме был построен и открыт развлекательный парк «Остров мечты». Однако значительная часть развлекательного комплекса оказалась занята торговыми площадями. Проект принадлежит компании «Регионы» предпринимателя Амирана Муцоева, инвестиции составили $1,5 млрд, кредит на 37 млрд рублей предоставил банк ВТБ.
От начального плана сотрудничать с компанией «Союзмультфильм» организаторы отказались.
Парк открылся 29 февраля 2020 года.
Хотя сообщалось, что помимо «Острова мечты» будут созданы ландшафтный парк площадью 32 га и искусственное озеро. По свидетельствам первых посетителей на начало марта 2020 года вокруг «Острова мечты» практически нет новых зелёных насаждений. Вокруг парка было построено 4,2 км дорог, парковка вмещает 4,7 тыс. машиномест. Безвозвратно вырублено около 70 гектар зелёных насаждений.

#### Западная часть
С конца 1980-х мэрия планировала застройку западной части поймы, первые решения создавались мастерской Владимира Гинзбурга из «Моспроект». В 2014 году, параллельно с началом работы над редевелопментом ЗИЛ, был объявлен первый конкурс на проект развития западной части Нагатинской поймы. Впоследствии было проведено ещё три аналогичных конкурса (в 2016, 2017 и 2018 годах), однако ни одна из концепций не была принята.
В 2017 году мэрия одобрила проект застройки западной части поймы, который предусматривал возведение целого района с детскими садами, школами, бизнес-центром и поликлиникой.

### Транспорт
28 декабря 2015 года была открыта станция метро «Технопарк», 1 марта 2023 года открылись две станции БКЛ — «Кленовый бульвар» и «Нагатинский Затон».
25 декабря 2019 года открылось движение по 6-полосному автомобильному мосту через Кожуховский затон. Длина новой трассы — 783 м.

## Флора и фауна
В 2008 году Нагатинскую пойму объявили зоной экологического бедствия — в течение десятилетий в неё поступали отходы и сточные воды с нескольких крупных промышленных предприятий — ЗИЛ, фармацевтического завода имени Карпова, Дербеневского химзавода, «средмашевских заводов» за территорией МИФИ. Почвы в пойме фактически представляли собой насыпь из строительных отходов и мусора. Концентрация вредных веществ в пойме превысила норму в 562 раза.
Значительная часть поймы представляла собой депрессивную территорию, которая долгое время служила свалкой для отходов с заводов ЗИЛ. Проспект Андропова является мощным источником загрязняющих выбросов, также негативно влияющих на экологический фон. При этом Нагатинская пойма оставалась местом обитания краснокнижных зверей и птиц — вплоть до 2016 года в ней находились гнездовья ястребов-тетеревятников и пустельги, водились озёрные лягушки и нерестилась щука. В 2012 году в пойме были обнаружены редкие виды лишайников, также занесённые в Красную книгу Москвы. На Бобровом острове, находящемся в 117 м от Нагатинского рукава и 254 м от парка «Нагатинская пойма», гнездились соловьи и камышевки, а также жили бобры и ондатры.
Жители окрестных районов и экологи выступали против вырубки деревьев и застройки Нагатинской поймы, утверждая, что снижение количества зелёных зон негативно скажется на здоровье горожан.

## Галерея

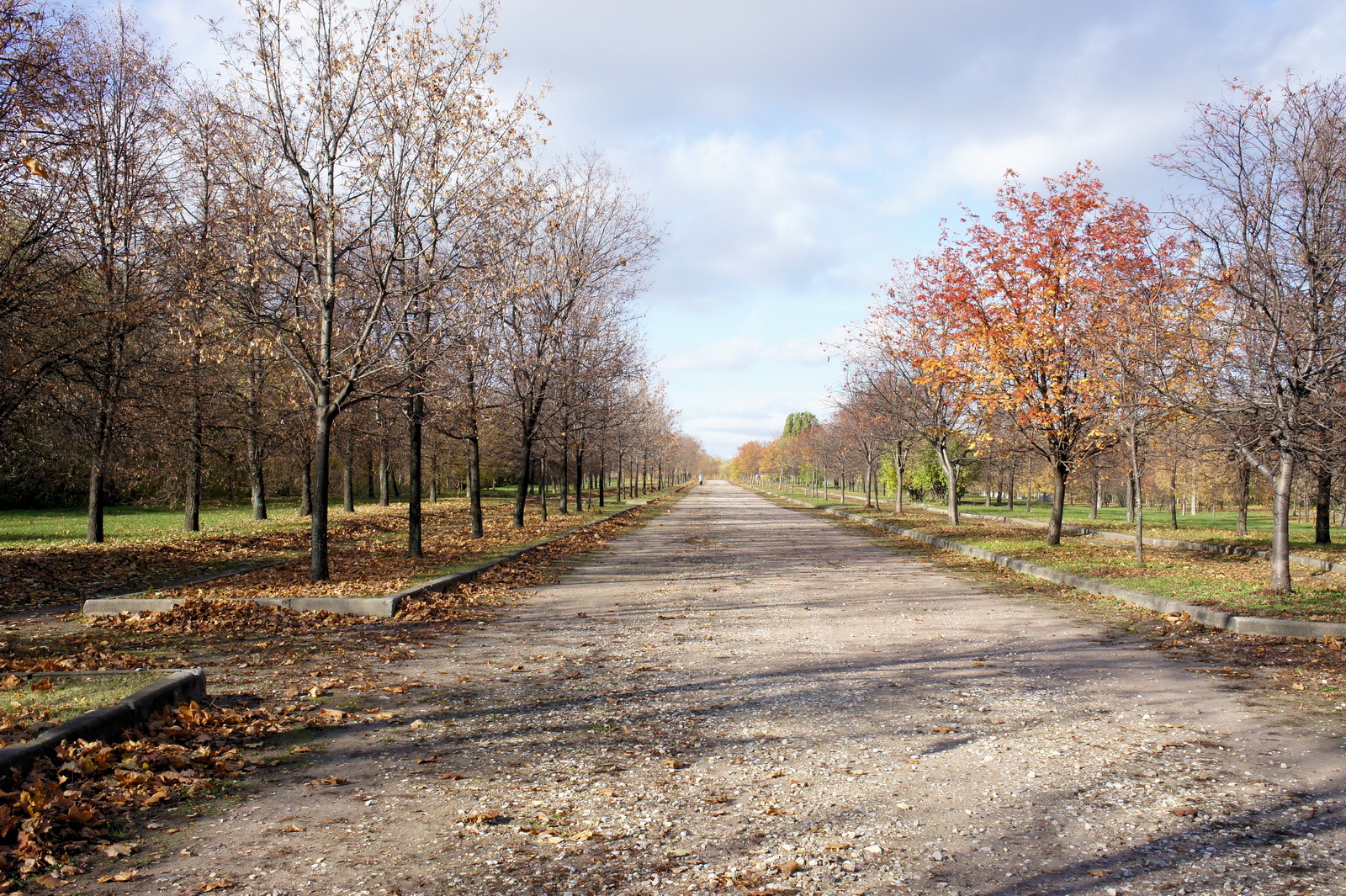
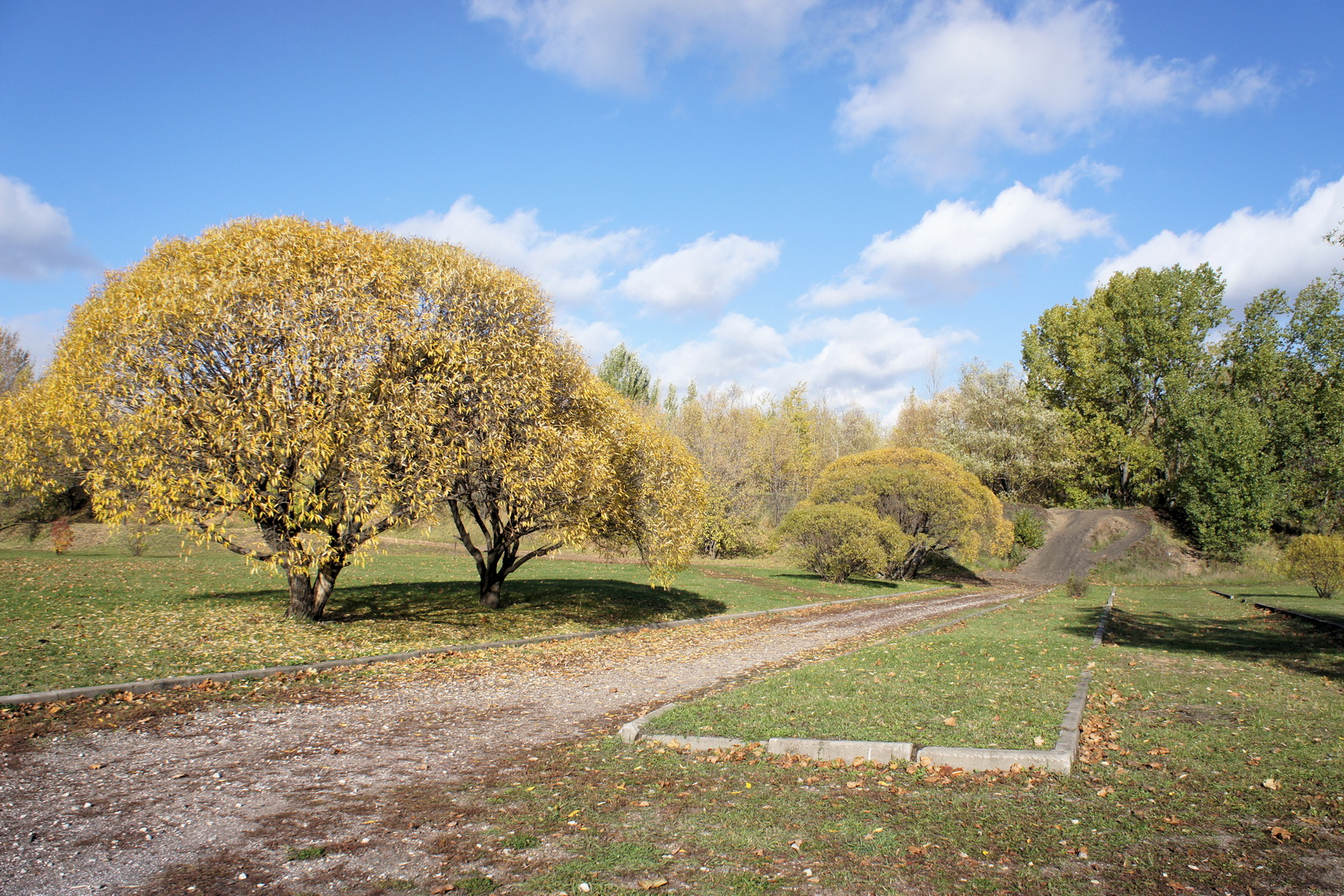
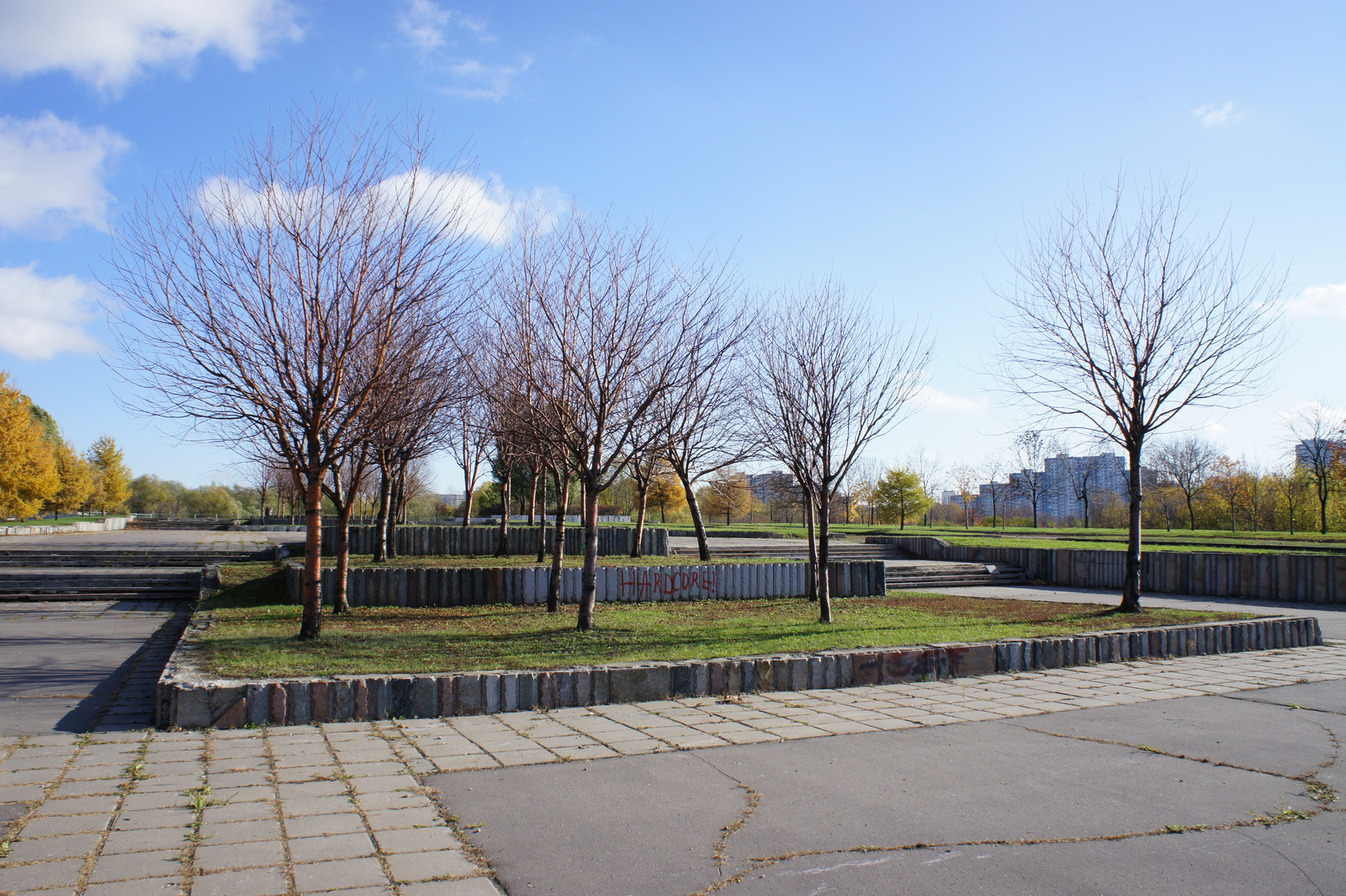
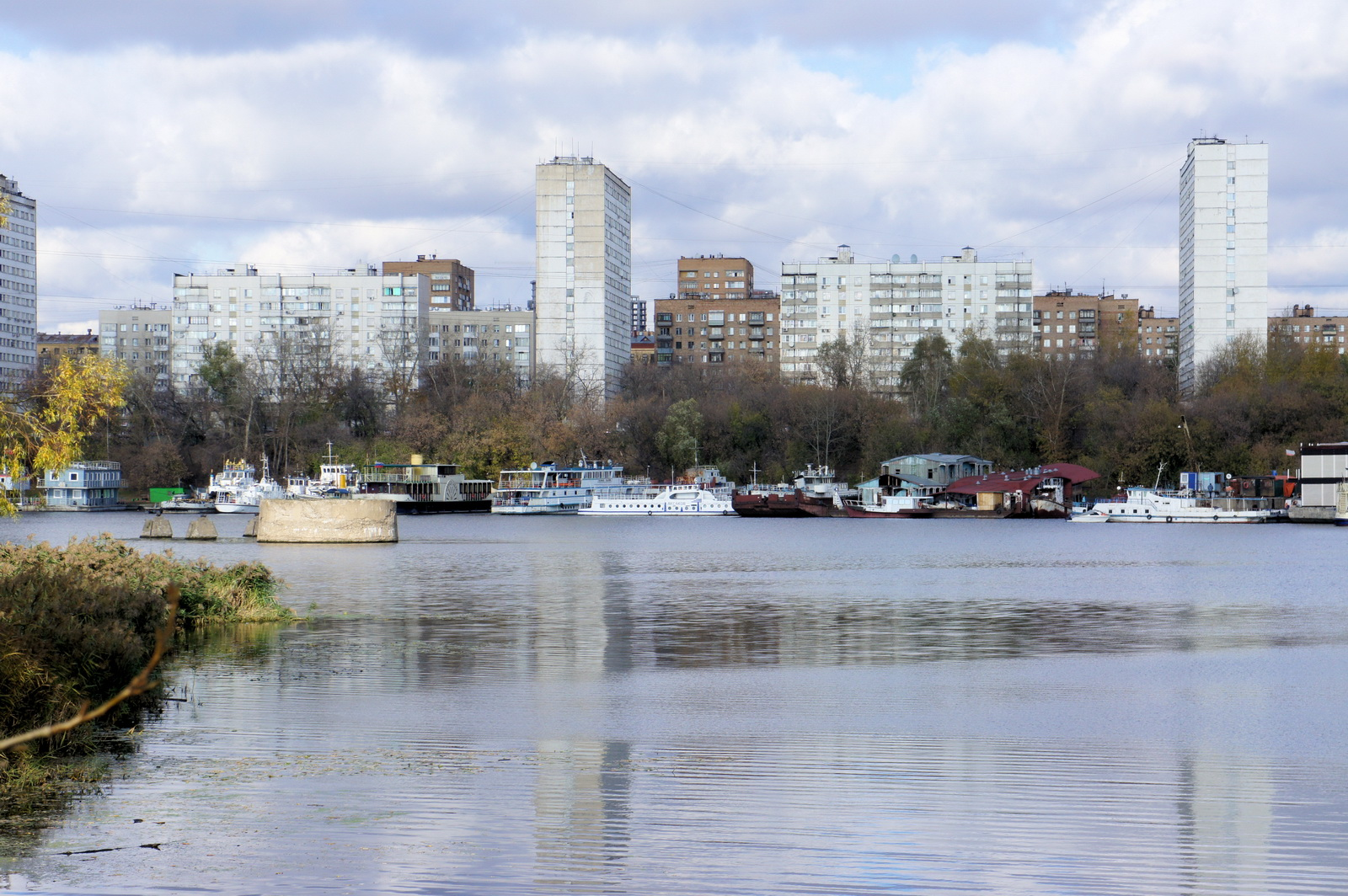
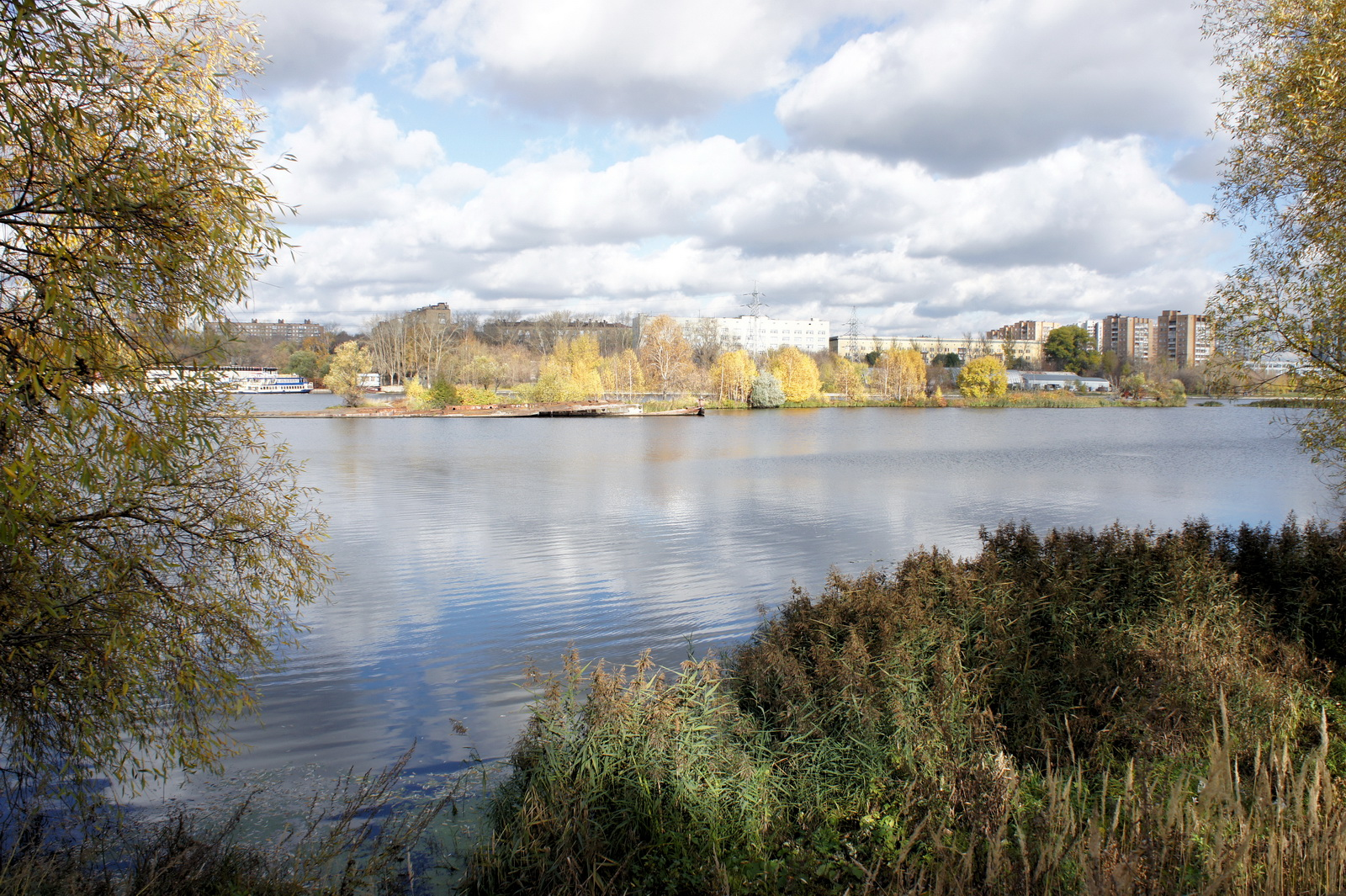
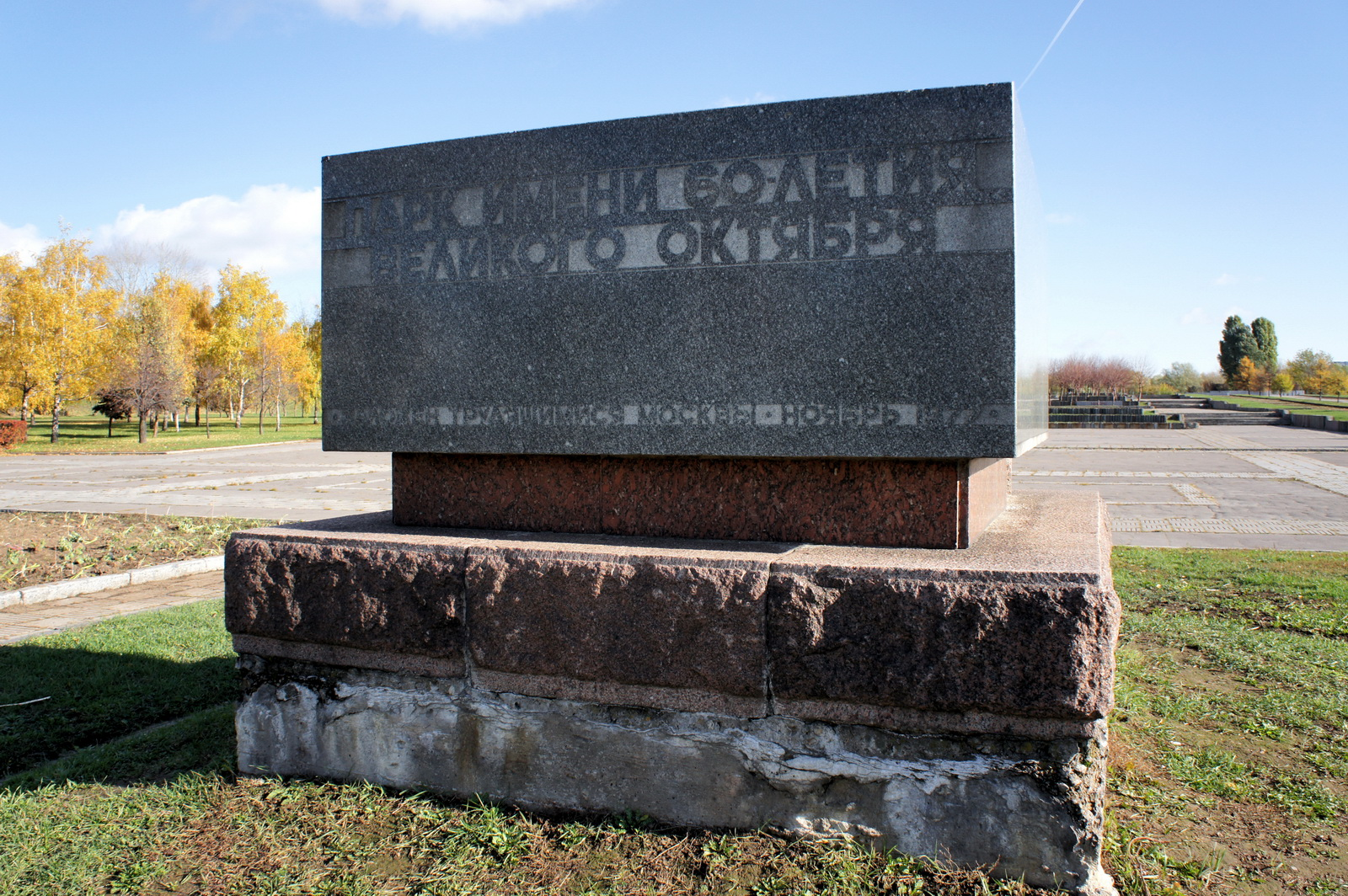
Закладной камень парка имени 60-летия Великого Октября, находившийся на месте автостоянки «Острова мечты»
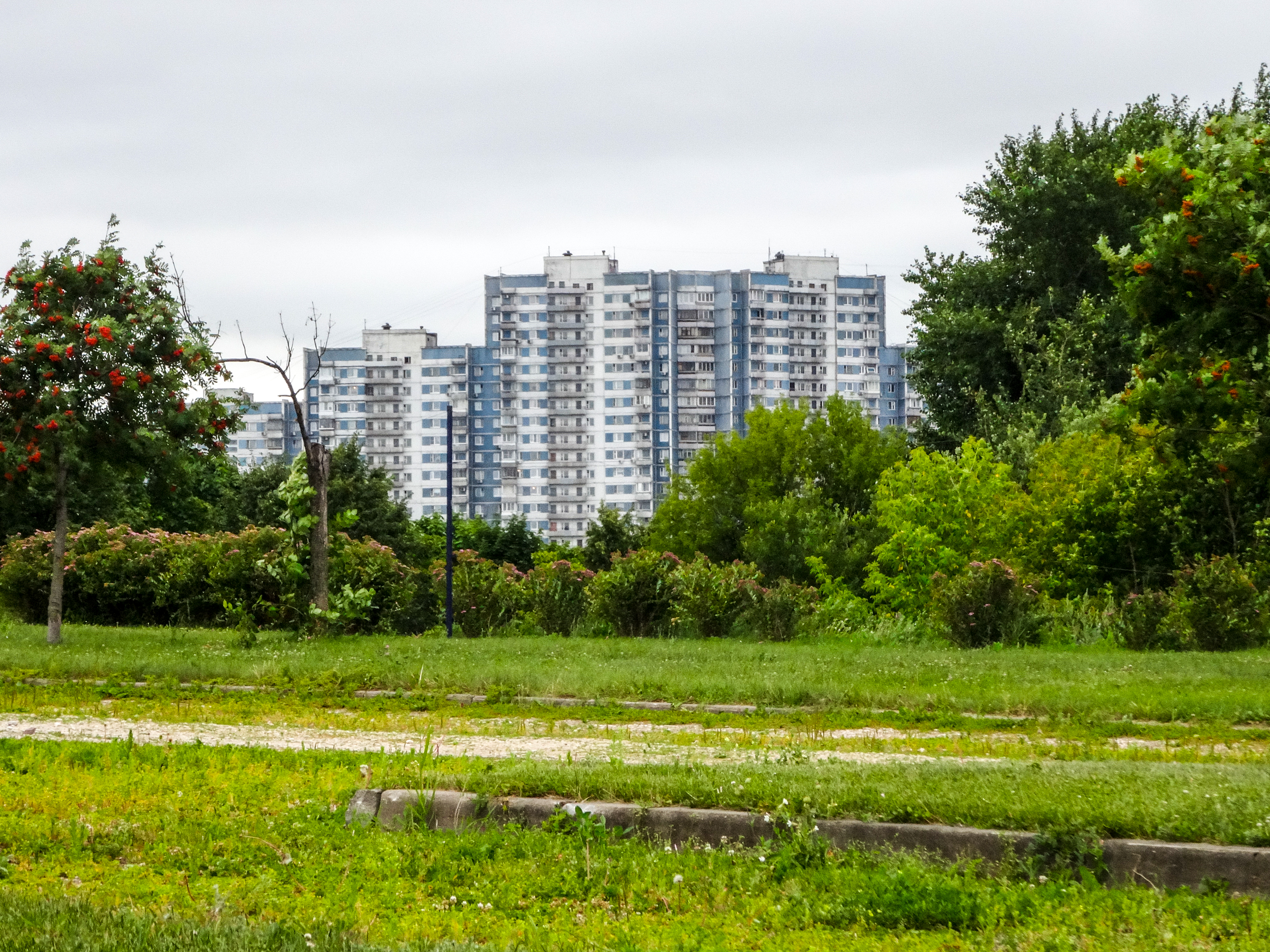
Вид на панельные дома в районе Нагатино из парка имени 60-летия Октябрьской революции. Июль 2014
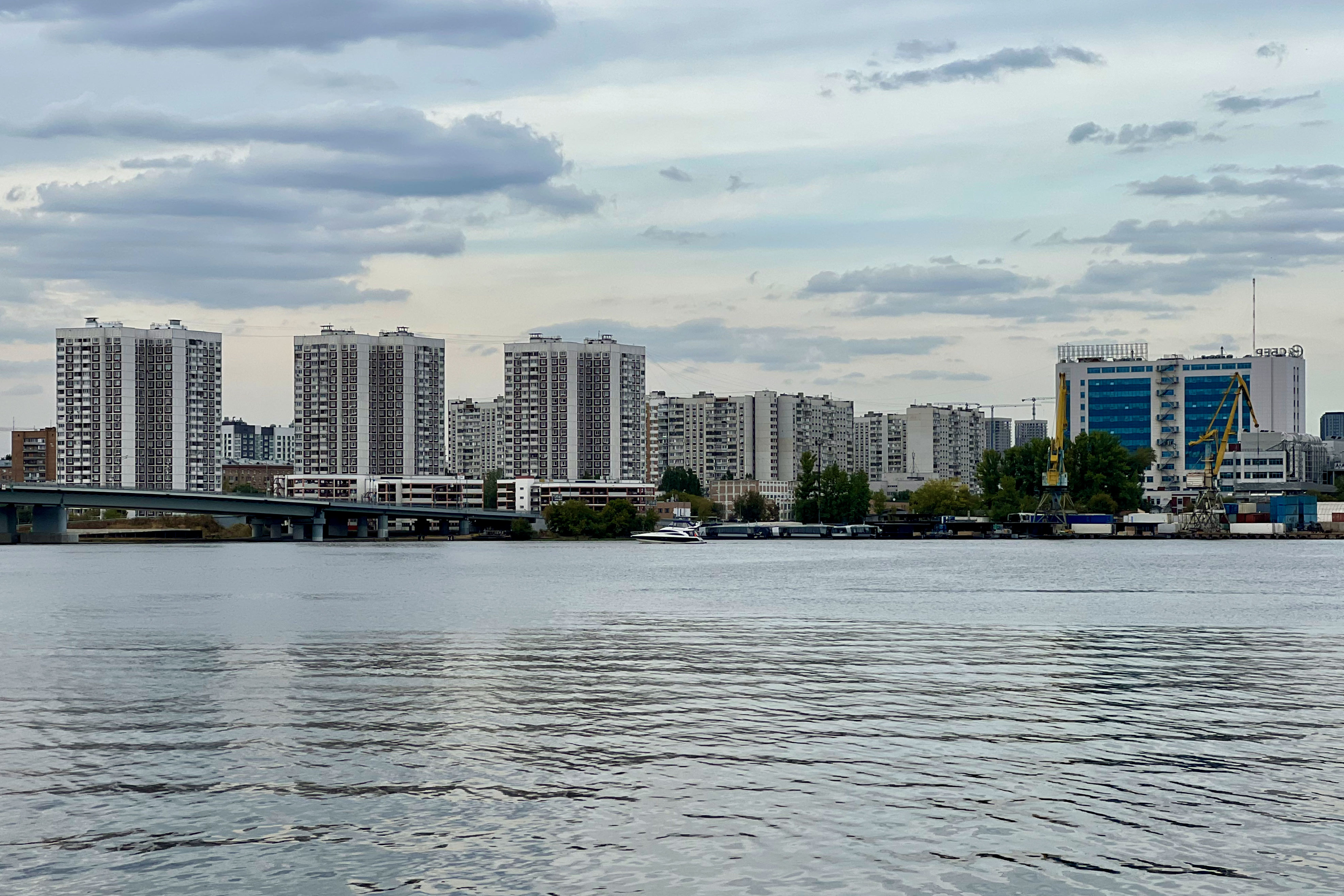
Вид на противоположный берег со стороны Нагатинской набережной (2023)
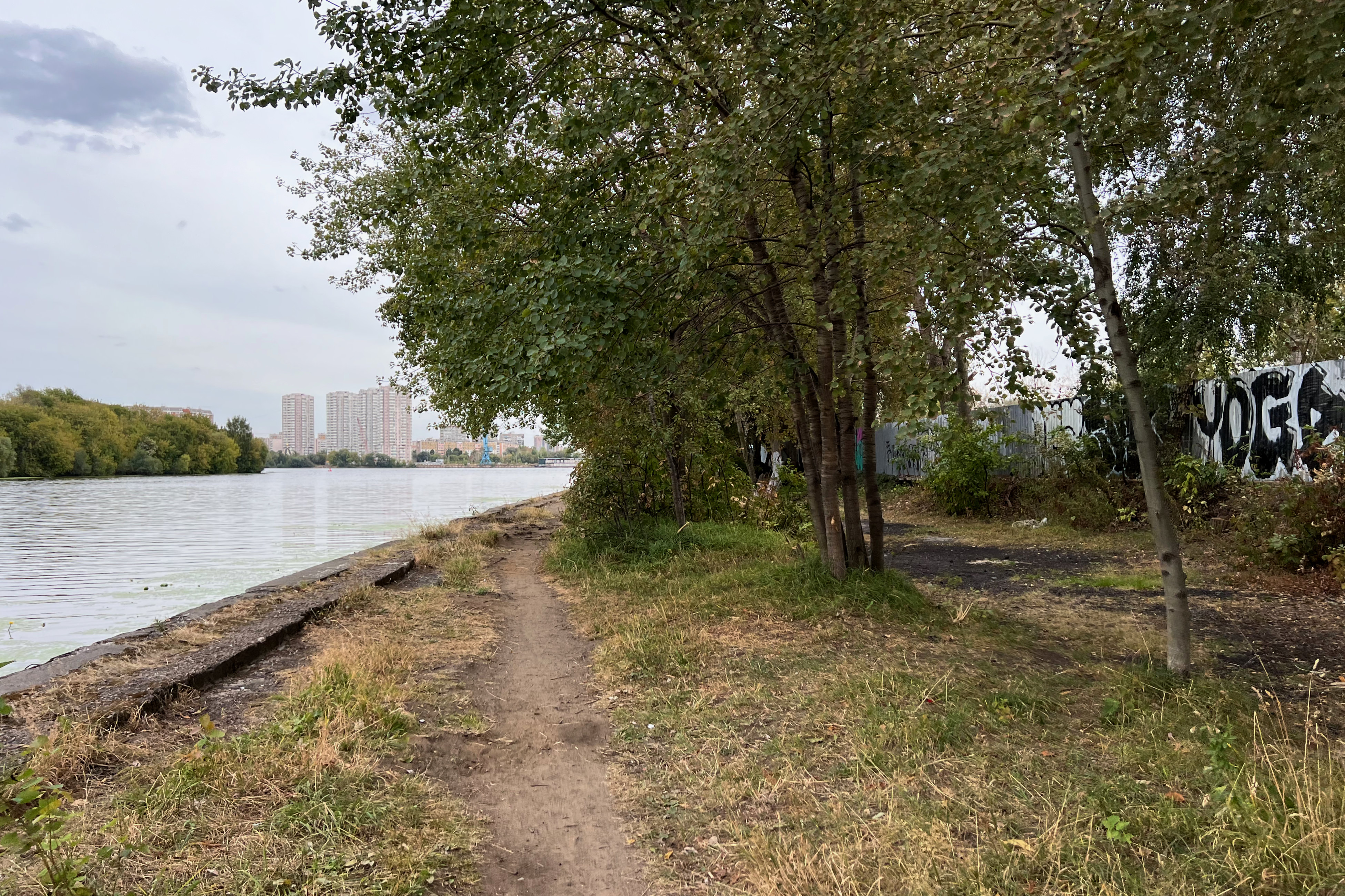
Берег в районе Нагатинского рукава (2023)